# Хуан Родрігес Фрейле
Хуан Родрігес Фрейле (*Juan Rodríguez Freyle, 25 квітня 1566 —бл. 1640) — письменник і хроніст віцекоролівства Нова Гранада.

## Життєпис
Походив із заможної родини Нової Гранади. Народився у м. Богота (сучасна Колумбія). Син Хуана де Фрейле, конкістадора, та Каталіни Родрігес. Здобув початкові знання. Замолоду брав участь у походах проти індіанців. У 1636 році стає секретарем Алонсо Переса де Салазара, президента Королівської Аудінсії в Кіто. Після смерті останнього у 1642 році опинився в складному економічному становищі. Перебирається до м. Картахени. Через деякий час Фрейле повертається до рідного міста. Тут намагається займатися землеробством, проте невдало. Тому поступає на державну службу як податковий інспектор.
Через численні борги в 1630 році програв судовий процес, відповідно до якого був позбавлений родинного майна. В результаті опинився у критичному становищі, до кінця життя не мав значних коштів. Помер до грудня 1640 року.

## Творчість
У його доробку є праця з доволі довгою назвою «Завоювання і відкриття Нового Королівства Гранада в Вест-Індії на океан-морі, і заснування міста Санта-Фе-де-Богота, першого з цього королівства, де було засновано Королівську Аудієнсію і канцелярію, як столиця, стала Архієпископством. Генерали, капітани і солдати, які прийшли завоювати його, з усіма президентами, суддями і вісітадорамі, які були в Королівській Аудієнсії. Архієпископи, пребендарії і первосвященики, які були з цього святого кафедрального собору, починаючи з 1539, коли він був заснований, до 1636, коли це записується; з деякими подіями, що трапилися в цьому Королівстві, які приводяться в історії як приклад, і щоб не наслідувати їх через шкоду для совісті» (1536—1638 роки, 21 глави та 2 додатків). Втім ця художньо-історична праця отримала неофіційну назву «Баран». Присвячено було Філіпу IV, королю Іспанії. Її стиль простий, легко сприймається.
Є одним з перших американських прикладів книги коротких оповідань. В ній поєднанні вигадані історії з цікавою і важливою інформацією з політичної, економічної, релігійної та побутової діяльності чибча-муїска, звичаї (йдеться і про Ельдорадо), їх завоювання іспанцями, заснування міста Богота. Під час написання користувався свідченнями конкістадорів та представників індіанської знаті і жрецтва, зокрема Хуана де Гуатавіти.
Праця Фрейле була надрукована у 1655 році.